# Château de Baons-le-Comte
Le château de Baons-le-Comte est situé sur la commune de Baons-le-Comte, dans le département de la Seine-Maritime.

## Historique
Construit en 1864 pour Henri Quesnel, il passa ensuite à son fils Louis Quesnel.